# Збірна біженців на літніх Олімпійських іграх 2020
Збірну біженців на літніх Олімпійських іграх 2020 представляли двадцять дев'ять спортсменів у дванадцятьох видах спорту. Це був другий виступ команди біженців на літніх Олімпійських іграх, команда вперше виступила в Ріо на літніх Олімпійських Іграх 2016 року. Збірна була створена як "символ надії для всіх біженців у світі", щоб "зробити світ краще для усвідомлення масштабів цієї кризи" . 

## Склад збірної
| Спортсмен              | Країна          | Проживання        | Вид спорту                      | Дисципліна                      |
| ---------------------- | --------------- | ----------------- | ------------------------------- | ------------------------------- |
| Алаа Масо              | Сирія           | Німеччина         | Плавання                        | 50 метрів вільним стилем        |
| Юсра Мардіні           | Сирія           | Німеччина         | Плавання                        | 100 метрів батерфляєм           |
| Доріан Келетела        | Конго           | Португалія        | Легка атлетика                  | біг на 100 метрів               |
| Роуз Локоньєн          | Південний Судан | Кенія             | Легка атлетика                  | біг на 800 метрів               |
| Джеймс Ньянк Чінгієк   | Південний Судан | Кенія             | Легка атлетика                  | біг на 800 метрів               |
| Анжеліка Лоаліт        | Південний Судан | Кенія             | Легка атлетика                  | біг на 1500 метрів              |
| Пауло Локоро           | Південний Судан | Кенія             | Легка атлетика                  | біг на 1500 метрів              |
| Джамал Еліса Мухамед   | Судан           | Ізраїль           | Легка атлетика                  | біг на 5000 метрів              |
| Тачловні Габрієсос     | Еритрея         | Ізраїль           | Легка атлетика                  | марафон                         |
| Арам Махомед           | Сирія           | Нідерланди        | Бадмінтон                       | чоловіки одиночний розряд       |
| Вессам Саламана        | Сирія           | Німеччина         | Бокс                            | до 63 кг                        |
| Елдрік Селла           | Венесуела       | Тринідад і Тобаго | Бокс                            | до 75 кг                        |
| Саєд Фазлоула          | Іран            | Німеччина         | Веслування на байдарках і каное | K-1 1000 м                      |
| Масомах Алі Зада       | Афганістан      | Франція           | Велоспорт                       | роздільна шосейна гонка         |
| Ахмад Ваіс             | Сирія           | Швейцарія         | Велоспорт                       | роздільна шосейна гонка         |
| Санда Алдас            | Сирія           | Нідерланди        | Дзюдо                           | змішана команда                 |
| Ахмад Алікаджі         | Сирія           | Німеччина         | Дзюдо                           | змішана команда                 |
| Муна Дахоук            | Сирія           | Нідерланди        | Дзюдо                           | змішана команда                 |
| Джавад Махджоуб        | Іран            | Канада            | Дзюдо                           | змішана команда                 |
| Пополе Місенга         | ДР Конго        | Бразилія          | Дзюдо                           | змішана команда                 |
| Нігара Шахін           | Афганістан      | Росія             | Дзюдо                           | змішана команда                 |
| Ваєль Шуєб             | Сирія           | Німеччина         | Карате                          | Ката                            |
| Хамуун Дерафішпур      | Іран            | Канада            | Карате                          | Куміте                          |
| Луна Соломон           | Еритрея         | Швейцарія         | Стрільба                        | 10 метрів пневматична гвинтівка |
| Діна Поурунес          | Іран            | Нідерланди        | Тхеквондо                       | до 49 кг                        |
| Кімія Алізадех         | Іран            | Німеччина         | Тхеквондо                       | до 57 кг                        |
| Абдула Седігі          | Афганістан      | Бельгія           | Тхеквондо                       | до 68 кг                        |
| Куріле Фагат Тхачет II | Камерун         | Велика Британія   | Важка атлетика                  | до 96 кг                        |
| Акер Ал-Обаіді         | Ірак            | Австрія           | Боротьба                        | до 67 кг                        |

## Бадмінтон

### Чоловіки
| Спортсмен    | Дисципліна       | Групова стадія                     | Групова стадія                   | Групова стадія | Чвертьфінал      | Півфінал         | Фінал            | Фінал           |
| Спортсмен    | Дисципліна       | Суперник Рахунок                   | Суперник Рахунок                 | Місце          | Суперник Рахунок | Суперник Рахунок | Суперник Рахунок | Місце           |
| ------------ | ---------------- | ---------------------------------- | -------------------------------- | -------------- | ---------------- | ---------------- | ---------------- | --------------- |
| Арам Махомед | одиночний розряд | Крісті (INA) Поразка (8–21, 14–21) | Лог (SGP) Поразка (15–21, 12–21) | 3              | Завершив виступ  | Завершив виступ  | Завершив виступ  | Завершив виступ |

## Бокс

### Чоловіки
| Спортсмен       | Дисципліна | 1/16 фіналу                | 1/8 фіналу         | Чвертьфінал        | Півфінал           | Фінал              | Фінал           |
| Спортсмен       | Дисципліна | Суперник Результат         | Суперник Результат | Суперник Результат | Суперник Результат | Суперник Результат | Місце           |
| --------------- | ---------- | -------------------------- | ------------------ | ------------------ | ------------------ | ------------------ | --------------- |
| Вессам Саламана | до 75 кг   | Олівейра (BRA) Поразка 0–5 | Завершив виступ    | Завершив виступ    | Завершив виступ    | Завершив виступ    | Завершив виступ |
| Елдрік Селла    | до 63 кг   | Чедено (DOM) Поразка RSC   | Завершив виступ    | Завершив виступ    | Завершив виступ    | Завершив виступ    | Завершив виступ |

## Боротьба

### Греко-римська боротьба

#### Чоловіки
| Спортсмен      | Дисципліна | 1/8 фіналу                 | Чвертьфіналц                | Півфінал           | Втішний поєдинок   | Фінал              | Фінал |
| Спортсмен      | Дисципліна | Суперник Результат         | Суперник Результат          | Суперник Результат | Суперник Результат | Суперник Результат | Місце |
| -------------- | ---------- | -------------------------- | --------------------------- | ------------------ | ------------------ | ------------------ | ----- |
| Акер Ал-Обаіді | до 67 кг   | Наср (TUN) Перемога 4–0 ST | Зоідзе (GEO) Поразка 0–4 ST | Завершив виступ    | Завершив виступ    | Завершив виступ    | 8     |

## Важка атлетика
| Спортсмен              | Категорія | Ривок | Ривок | Ривок | Поштовх | Поштовх | Поштовх | Всього | Місце |
| 1                      | 2         | 3     | 1     | 2     | 3       |         |         | Всього | Місце |
| ---------------------- | --------- | ----- | ----- | ----- | ------- | ------- | ------- | ------ | ----- |
| Куріле Фагат Тхачет II | до 86 кг  | 153   | 155   | 160   | 190     | 190     | 195     | 350    | 10    |

## Велоспорт

### Шосе
| Спортсмен        | Дисципліна                         | Час        | Місце |
| ---------------- | ---------------------------------- | ---------- | ----- |
| Ахмад Ваіс       | роздільна шосейна гонка (чоловіки) | 1:08:40,46 | 38    |
| Масомах Алі Зада | роздільна шосейна гонка (жінки)    | 44:04,31   | 25    |

## Веслування на байдарках і каное

### Спринт

#### Чоловіки
| Спортсмен     | Дисципліна | Попередні запливи | Попередні запливи | Чвертьфінал | Чвертьфінал | Півфінал        | Півфінал        | Фінал           | Фінал           |
| Спортсмен     | Дисципліна | Time              | Rank              | Time        | Rank        | Time            | Rank            | Time            | Rank            |
| ------------- | ---------- | ----------------- | ----------------- | ----------- | ----------- | --------------- | --------------- | --------------- | --------------- |
| Саєд Фазлоула | К-1 1000 м | 3:52,631          | 4 Q               | 3:52,614    | 4           | Завершив виступ | Завершив виступ | Завершив виступ | Завершив виступ |

## Дзюдо
| Спортсмен       | Дисципліна           | Раунд 1/64                       | Раунд 1/32                    | Раунд 1/16                  | Чвертьфінал        | Півфінал           | Втішний поєдинок   | Фінал              | Фінал            |
| Спортсмен       | Дисципліна           | Суперник Результат               | Суперник Результат            | Суперник Результат          | Суперник Результат | Суперник Результат | Суперник Результат | Суперник Результат | Місце            |
| --------------- | -------------------- | -------------------------------- | ----------------------------- | --------------------------- | ------------------ | ------------------ | ------------------ | ------------------ | ---------------- |
| Ахмад Алікаджі  | до 73 кг (чоловіки)  | Макхмедбеков (TJK) Поразка 00–10 | Завершив виступ               | Завершив виступ             | Завершив виступ    | Завершив виступ    | Завершив виступ    | Завершив виступ    | Завершив виступ  |
| Пополе Місенга  | до 90 кг (чоловіки)  | не брав участі                   | Тох (HUN) Поразка 00–10       | Завершив виступ             | Завершив виступ    | Завершив виступ    | Завершив виступ    | Завершив виступ    | Завершив виступ  |
| Джавад Махджоуб | за 100 кг (чоловіки) | Н/Д                              | Фрей (GER) Перемога 01–00     | Краплек (CZE) Поразка 00–11 | Завершив виступ    | Завершив виступ    | Завершив виступ    | Завершив виступ    | Завершив виступ  |
| Санда Алдас     | до 57 кг (жінки)     | Н/Д                              | Перічіч (SRB) Поразка 00–10   | Завершила виступ            | Завершила виступ   | Завершила виступ   | Завершила виступ   | Завершила виступ   | Завершила виступ |
| Муна Дахоук     | до 63 кг (жінки)     | Н/Д                              | Дель Торо (CUB) Поразка 00–10 | Завершила виступ            | Завершила виступ   | Завершила виступ   | Завершила виступ   | Завершила виступ   | Завершила виступ |
| Нігара Шахін    | до 70 кг (жінки)     | Н/Д                              | Портела (BRA) Поразка 00–10   | Завершила виступ            | Завершила виступ   | Завершила виступ   | Завершила виступ   | Завершила виступ   | Завершила виступ |

### Змішана команда
| Спорстмени                                                                        | Дисципліна | Раунд 1/16                  | Чвертьфінал        | Півфінал           | Втішний поєдинок   | Фінал              | Фінал            |
| Спорстмени                                                                        | Дисципліна | Суперник Результат          | Суперник Результат | Суперник Результат | Суперник Результат | Суперник Результат | Місце            |
| --------------------------------------------------------------------------------- | ---------- | --------------------------- | ------------------ | ------------------ | ------------------ | ------------------ | ---------------- |
| Ахмад АлікаджіПополе Місенга Джавад Махджоуб Санда Алдас Муна Дахоук Нігара Шахін | Команда    | Німеччина (GER) Поразка 0–4 | Завершили виступ   | Завершили виступ   | Завершили виступ   | Завершили виступ   | Завершили виступ |

## Карате

### Куміте
| Спортсмен         | Дисципліна          | Круговий етап              | Круговий етап             | Круговий етап                 | Круговий етап              | Круговий етап | Півфінал           | Фінал              | Фінал |
| Спортсмен         | Дисципліна          | Суперник Результат         | Суперник Результат        | Суперник Результат            | Суперник Результат         | Місце         | Суперник Результат | Суперник Результат | Місце |
| ----------------- | ------------------- | -------------------------- | ------------------------- | ----------------------------- | -------------------------- | ------------- | ------------------ | ------------------ | ----- |
| Хамуун Дерафішпур | до 67 кг (чоловіки) | Да Коста (FRA) Поразка 0–4 | Мадера (VEN) Перемога 9–3 | Аль-Масафта (JOR) Поразка 0–3 | Калнінш (LAT) Перемога 5–3 | 3             | Завершив виступ    | Завершив виступ    | 5     |

### Ката
| Спортсмен  | Дисципліна      | Раунд на вибуття | Раунд на вибуття | Ранговий раунд  | Ранговий раунд  | Фінал              | Фінал |
| Спортсмен  | Дисципліна      | Оцінка           | Місце            | Оцінка          | Місце           | Суперник Результат | Місце |
| ---------- | --------------- | ---------------- | ---------------- | --------------- | --------------- | ------------------ | ----- |
| Ваєль Шуєб | ката (чоловіки) | 23.30            | 6                | Завершив виступ | Завершив виступ | Завершив виступ    | 11    |

## Легка атлетика

### Бігові та трекові дисципліни

#### Чоловіки
| Спортсмен            | Дисципліна  | Попередні забіги | Попередні забіги | Чвертьфінал | Чвертьфінал | Півфінал        | Півфінал        | Фінал           | Фінал           |
| Спортсмен            | Дисципліна  | Результат        | Місце            | Результат   | Місце       | Результат       | Місце           | Результат       | Місце           |
| -------------------- | ----------- | ---------------- | ---------------- | ----------- | ----------- | --------------- | --------------- | --------------- | --------------- |
| Доріан Келетела      | 100 метрів  | 10,33            | 1 Q              | 10.41       | 8           | Завершив виступ | Завершив виступ | Завершив виступ | Завершив виступ |
| Джеймс Ньянк Чінгієк | 800 метрів  | 2:02,04          | 8                | Н/Д         | Н/Д         | Завершив виступ | Завершив виступ | Завершив виступ | Завершив виступ |
| Пауло Локоро         | 1500 метрів | 3:51,78          | 13               | Н/Д         | Н/Д         | Завершив виступ | Завершив виступ | Завершив виступ | Завершив виступ |
| Джамал Еліса Мухамед | 5000 метрів | 13:42,98         | 13               | Н/Д         | Н/Д         | Н/Д             | Н/Д             | Завершив виступ | Завершив виступ |
| Тачловні Габрієсос   | марафон     | Н/Д              | Н/Д              | Н/Д         | Н/Д         | Н/Д             | Н/Д             | 2:14,02         | 16              |

#### Жінки
| Спортсменка     | Дисципліна  | Попередні забіги | Попередні забіги | Півфінал         | Півфінал         | Фінал            | Фінал            |
| Спортсменка     | Дисципліна  | Результат        | Місце            | Результат        | Місце            | Результат        | Місце            |
| --------------- | ----------- | ---------------- | ---------------- | ---------------- | ---------------- | ---------------- | ---------------- |
| Роуз Локоньєн   | 800 метрів  | 2:11,87 PB       | 8                | Завершила виступ | Завершила виступ | Завершила виступ | Завершила виступ |
| Анжеліка Лоаліт | 1500 метрів | 4:31.65 PB       | 14               | Завершила виступ | Завершила виступ | Завершила виступ | Завершила виступ |

## Плавання
| Спортсмен    | Дисципліна                          | Попередні запливи | Попередні запливи | Півфінал         | Півфінал         | Фінал            | Фінал            |
| Спортсмен    | Дисципліна                          | Час               | Місце             | Час              | Місце            | Час              | Місце            |
| ------------ | ----------------------------------- | ----------------- | ----------------- | ---------------- | ---------------- | ---------------- | ---------------- |
| Алаа Масо    | 50 метрів вільним стилем (чоловіки) | 23,30             | 44                | Завершив виступ  | Завершив виступ  | Завершив виступ  | Завершив виступ  |
| Юсра Мардіні | 100 метрів батерфляєм (жінки)       | 1:06,78           | 33                | Завершила виступ | Завершила виступ | Завершила виступ | Завершила виступ |

## Стрільба
| Спортсмен    | Дисципліна                              | Кваліфікація | Кваліфікація | Фінал            | Фінал            |
| Спортсмен    | Дисципліна                              | Очки         | Місце        | Очки             | Місце            |
| ------------ | --------------------------------------- | ------------ | ------------ | ---------------- | ---------------- |
| Луна Соломон | 10 метрів пневматична гвинтівка (жінки) | 605.9        | 50           | Завершила виступ | Завершила виступ |

## Тхеквондо
| Спортсмен      | Дисципліна          | Кваліфікація              | Раунд 1/16                 | Чвертьфінал               | Півфінал                  | Втіншний поєдинок  | Фінал                    | Фінал            |
| Спортсмен      | Дисципліна          | Суперник Результат        | Суперник Результат         | Суперник Результат        | Суперник Результат        | Суперник Результат | Суперник Результат       | Місце            |
| -------------- | ------------------- | ------------------------- | -------------------------- | ------------------------- | ------------------------- | ------------------ | ------------------------ | ---------------- |
| Абдула Седігі  | до 68 кг (чоловіки) | не брав участі            | Зао Ш (CHN) Поразка 20–22  | Завершив виступ           | Завершив виступ           | Завершив виступ    | Завершив виступ          | Завершив виступ  |
| Діна Поурунес  | до 49 кг (жінки)    | не брав участі            | Ву Чі (CHN) Поразка 3–26   | Завершила виступ          | Завершила виступ          | Завершила виступ   | Завершила виступ         | Завершила виступ |
| Кімія Алізадех | до 57 кг (жінки)    | Кіані (IRI) Перемога 18–9 | Джонс (GBR) Перемога 16–12 | Жої Лі (CHN) Перемога 9–8 | Мініна (ROC) Поразка 3–10 | не брав участі     | Ільгюн (TUR) Поразка 6–8 | 5                |